# Burkat (przystanek kolejowy)
Burkat – przystanek kolejowy w Burkacie, w województwie warmińsko-mazurskim, w Polsce. Znajdują się tu 2 perony.

## Ruch pasażerski[1]
| Rok  | Wymiana pasażerska na dobę |
| ---- | -------------------------- |
| 2017 | 0-9                        |
| 2018 | 0-9                        |
| 2019 | 0-9                        |
| 2020 | 0-9                        |
| 2021 | 0-9                        |
| 2022 | 0-9                        |
| 2023 | 0-9                        |

## Połączenia
- Działdowo
- Iława Główna
- Malbork